# Groombridge 1618
Groombridge 1618 eller HD 88230, är en ensam stjärna i mellersta delen av stjärnbilden Stora björnen. Den har en skenbar magnitud av ca 6,60 och kräver åtminstone en handkikare för att kunna observeras. Baserat på parallax enligt Gaia Data Release 3 på ca 205,3 mas beräknas den befinna sig på ett avstånd av ca 15,9 ljusår (ca 4,87 parsec) solen. Den rör sig närmare solen med en heliocentrisk radialhastighet av ca -26 km/s.

## Observation
Stjärnan identifierades först som post 1618 i A Catalog of Circumpolar Stars av Stephen Groombridge, publicerad postumt 1838. Den har en sådan egenrörelse över himlen att den kunde noteras vara belägen ganska nära, vilket gjorde den till en tidig kandidat för parallaxmätningar. År 1884 mättes parallaxvinkeln till 0,322 ± 0,023 bågsekund, vilket är större än det moderna värdet på 0,205 bågsekund.

## Egenskaper
Groombridge 1618 är en orange till gul stjärna i huvudserien av spektralklass K7.5 V, som genererar energi genom kärnfusion av väte i dess kärna. Den har en massa av ca 0,67 solmassa, en radie av ca 0,61 solradie och utsänder energi från dess fotosfär motsvarande ca 0,15 gånger solen vid en effektiv temperatur av ca 4 000 K. Stjärnan är en BY Draconis-variabel med en magnetisk ytstyrka på 750 G. Kromosfären är relativt inaktiv och producerar stjärnfläckar jämförbara med solfläckar. Men liksom UV Ceti har den observerats genomgå ökningar i ljusstyrka som en flarestjärna.